# جون م. براون الثالث
جون م. براون الثالث (بالإنجليزية: John M. Brown III)‏ ضابط متقاعد من جيش الولايات المتحدة برتبة فريق. عمل كقائد للجيش الأمريكي في المحيط الهادئ ومقره في فورت شافتر بهاواي من 25 أغسطس 2004 إلى 1 فبراير 2008. جند في الجيش باعتباره مشاة في عام 1969 وأصبح ضابطا بعد التخرج من مدرسة مرشحي ضباط المشاة في 1971 حيث عين ملازم ثاني من المشاة.
كان قائد الكتيبة الثالثة، الفرسان الخامس، الفرقة المدرعة الثالثة في ألمانيا وحرب الخليج الثانية والمملكة العربية السعودية وقائد اللواء الأول، فرقة المشاة الرابعة والعشرين في عملية المحارب اليقظ في الكويت.